# شاهین صمدپور
شاهین صمدپور (زادهٔ ۲۷ بهمن ۱۳۶۰ در تهران) مستندساز، معلم، مجری، کارگردان و تهیه‌کننده تلویزیون اهل ایران است که با مستند تلویزیونی شوک که از شبکه سه پخش می‌شد، به شهرت رسید.
صمدپور از سال ۹۴ دیگر اجازهٔ کار در صدا و سیما را نیافت و در حال حاضر به‌صورت مستقل در فضای مجازی و در صفحهٔ اینستاگرام و یوتیوب خود فعالیت می‌کند. بعد از ممنوع‌الکار شدن صمدپور، یک مجموعه مستند سیزده قسمتی با نام شکلات تلخ از او در شبکه نسیم توقیف شد و تنها یکی از مستندهای او در شبکه ۳ با نام چوپان دروغ گو با حذف تصویر صورت او پخش شد. علت ممنوع‌الکار شدنش هیچگاه رسماً و علنی اعلام نشد.
شاهین صمدپور در طی چهار سال فعالیت در فضای مجازی از سال ۹۴ تا ۹۸ بیش از دویست گزارش از شهرها و روستاهای مختلف کشور تهیه و در فضای مجازی منتشر کرده‌است. گزارش‌های او در هنگام زلزله کرمانشاه و سیل بهار ۹۸ و بعضی از گزارش‌های او دربارهٔ کودکان گمشده و کودک آزاری‌ها بسیار در فضای مجازی پر بازدید شد. صمدپور در دورهٔ کار در صدا و سیما یک بار کاندیدای بهترین گزارشگر صدا و سیما شد و در سال‌هایی که او کارگردان مستند شوک بود، این مجموعه به محبوبیت بسیار بالایی دست یافته بود.

## مستند شوک
مستند اجتماعی شوک در سال‌های اخیر به تهیه‌کنندگی فرشاد شکیبی و کارگردانی شاهین صمدپور از شبکه سه سیما پخش شده‌است که به بررسی مسائل اجتماعی روز، معضلات و آسیب‌های اجتماعی می‌پردازد. برنامه مستند اجتماعی شوک با رویکرد بررسی آسیب‌های اجتماعی در حوزه‌های مختلف مرتبط با جوانان، با حضور تعدادی از شخصیت‌های معروف عرصه ورزش، سینما و تلویزیون ساخته شده‌است. در این مستند با بررسی مصداق‌های عینی آسیبها به تحلیل و بررسی آنها می‌پردازد. شاهین صمدپور در مستند اجتماعی شوک که از شبکه سوم سیمای جمهوری اسلامی ایران پخش گردید علاوه بر کارگردانی، به عنوان مجری نیز در قسمت‌های متعددی از این برنامه حضور داشته‌است.
| قسمت‌های مستند اجتماعی شوک       |
| ------------------------------- |
| مواد مخدر و شیشه                |
| من HIV مثبت هستم                |
| چاقی و لاغری - فست فود          |
| بازی با زندگی                   |
| آرزوی بازیگری، رؤیای اجرا       |
| اعتیاد                          |
| سوانح رانندگی                   |
| تب خوانندگی                     |
| مرگ خاموش                       |
| کیف قاپی و سرقت مسلحانه         |
| مقررات رانندگی - رانندگی ایرونی |
| تخلفات اینترنتی                 |
| زمین لرزه                       |
| تخریب منابع طبیعی               |
| مهریه و ازدواج                  |
| شرط‌بندی فوتبال                  |
| رمالی                           |
| سودای شهرت                      |
| سرعت و خطر                      |
| تخلیه هیجان                     |
| زمین خواری                      |
| غوغای مجازی                     |
| قاچاق حیوانات                   |

## مجموعه تلویزیونی شکلات تلخ
مجموعه تلویزیونی شکلات تلخ با اجرای بهنوش بختیاری با رویکردی مستندگونه به تهیه کنندگی و کارگردانی شاهین صمدپور است که ضبط ۱۳ قسمت از ۲۶ قسمت این مجموعه تلویزیونی به اتمام رسید و قرار بود به روی آنتن شبکه نسیم برود که به دلیل اجازه نداشتن برای کار و همچنین جدا شدنش از تلویزیون این برنامه پخش نشد.

## مستندسازی در فضای مجازی
صمدپور با انتشار مستندهای اجتماعی و بدون سانسور در فضای مجازی به صورت مستقل به فعالیتش ادامه می‌دهد. یکی از حوزه‌های اصلی که وی به صورت تخصصی به آن می‌پردازد، حوزه کودکان است که ویدیوها و مستندهای وی بارها و بارها منجر به پیگیری‌های ویژه پرونده‌های مذکور از سمت مراجع قانونی شده‌است، اما وی همزمان با فعالیت در این حوزه از سایر موضوعات اجتماعی نیز غافل نشده و در خصوص موضوعات مختلفی از جمله فیلترینگ تلگرام، حادثه سانچی، مشکلات بی آبی و فقر خرمشهر و همچنین گرانی بلیت‌های هواپیما که در نتیجه منجر به سقوط قیمت‌ها گردید، مستنداتی ساخته و منتشر کرده‌است.
| نام برخی از مستندهای پخش شده در فضای مجازی                 |
| ---------------------------------------------------------- |
| مستند قتل صادق برمکی جوان آتش زده شده مهابادی              |
| مستند قتل دست فروش قمی به‌دست مأموران سد معبر شهرداری قم    |
| مستند "هیس آتنا خواب است!"                                 |
| مستند پلاسکو (برای اولین بار تصاویری از موتور خونهٔ پلاسکو) |
| مستند فروش کودک «بچه ۳ ساله فقط یک میلیون تومان»           |
| مستند تجاوز پدرخوانده پلید (کیمیا)                         |
| مستند تجاوز پدرخوانده پلید (اهورا)                         |
| مستند داستان زندگی ترنس‌ها در ایران                         |
| مستند ناپدیدشدن پارسا قندی                                 |
| مستند نجات خواهران مشهدی از دست همسایه معتاد               |

## اعتراضات ۱۴۰۱
در جریان اعتراضات ۱۴۰۱ ایران و پس از ساخت مستندی در مورد کشته‌شدن حنانه کیا، حساب کاربری اینستاگرام شاهین صمدپور در تاریخ ۲۸ آذر ۱۴۰۱ بسته شد و کانال تلگرام او نیز به یکباره پاک شد. صمدپور در آخرین پست اینستاگرامی خود با همسر حنانه کیا ملاقات کرده و بخش‌هایی از تصاویر خصوصی آن‌ها را به اشتراک گذاشته‌بود.
فاطمه دانشور، عضو پیشین شورای شهر تهران و مدیرعامل خیریه مهرآفرین، در حساب کاربری خود در اینستاگرام بازداشت وی را تأیید کرد و نوشت که که وی تا روز یک‌شنبه ۴ دی در زندان اوین بوده‌است. هنوز از دلایل بازداشت و عناوین اتهامی این مستندساز جزییاتی منتشر نشده‌است.

### آزادی از زندان
او در تاریخ ۲۸ دی‌ماه ۱۴۰۱ به قید وثیقه از بازداشت آزاد شد.